# Zbor dunajskih dečkov
Zbor dunajskih dečkov (nemško Wiener Sängerknaben) je leta 1498 osnoval prvi dunajski škof, Jurij Slatkonja (1456 - 1522). Njihov predhodnik je bil zbor kapelskih dečkov. V znamenitem zboru pojejo dečki od 11 do 14 leta starosti. Danes delujejo štirje zbori, ki redno gostujejo po svetu. Leta 1920 so prvič dobili enotne uniforme mornarčkov. Danes pevci živijo v internatih, skupaj se šolajo in pridobivajo glasbeno izobrazbo.